# Elfenbenskystens præsidenter
Elfenbenskysten eller Côte d'Ivoire blev uafhængig i 1960. Elfenbenskystens præsidenter har været:
| Nr | Billede                      | Navn                         | Fra                                | Til                                | Parti                               |
|    | Præsident af Elfenbenskysten | Præsident af Elfenbenskysten |                                    |                                    |                                     |
| -- | ---------------------------- | ---------------------------- | ---------------------------------- | ---------------------------------- | ----------------------------------- |
| 1  |                              | Félix Houphouët-Boigny       | 3. november 1960                   | 7. december 1993                   | Elfenbenskystens Demokratiske Parti |
| 2  |                              | Henri Konan Bédié            | 7. december 1993                   | 24. december 1999                  | Elfenbenskystens Demokratiske Parti |
| 3  |                              | Robert Guéï                  | 24. december 1999                  | 26. oktober 2000                   | Militæret                           |
| 4  |                              | Laurent Gbagbo               | 26. oktober 2000                   | 4. december 2010 / 11. april 2011* | Ivorianske Folkeparti               |
| 5  |                              | Alassane Ouattara            | 4. december 2010 / 11. april 2011* | Nuværende                          | Den Republikanske Samling           |

* Ved præsidentvalget i 2010 erklærede valgkommission Alassane Ouattara som vinderen, men formanden for Forfatningsrådet, en politiske allieret til præsident Gbagbo, erklærede resultat for ugyldigt. Begge kandidater erklærede sejr. Dette resulteret i den Anden Ivorianske Borgerkrig. 
Langt størstedelen af andre lande og organisationer, herunder FN, den Afrikanske Union og Frankrig støttede Ouattara. Konflikten varede til at Gbagbo blev fanget af FN styrker d. 11. april 2011, og Ouattara overtog rollen som landets præsident.